# Правозахисник
Правозахисник — у широкому розумінні це кожна людина, яка сповідує філософію верховенства прав людини, висловлює власні думки, досвід і бачення світу у формі глобального усвідомлення важливості та беззаперечного дотримання прав людини як єдиної загальносвітової ідеології. У вузькому розумінні це експерт у сфері законодавства внутрішньодержавного та загальносвітового рівнів за напрямом Права людини, особа, для якої правозахисна діяльність є професією.
Професія правозахисника є найменш визначеною з усіх юридичних професій.
Серед перших правозахисних організацій в першу чергу слід відзначити Уповноваженого Верховного Ради України з прав людини, який здійснює парламентський контроль за дотриманням конституційних прав кожного на території України і в межах її юрисдикції (стаття 1 Закону України «Про Уповноваженого Верховоного Ради з прав людини»..
Також правозахисником називають особу, яка окремо чи разом з іншими особами діє з метою сприяння або захисту прав людини. Вони можуть бути журналістами, екологами, викривачами, профспілковими діячами, юристами, викладачами, учасниками житлових кампаній або просто приватними особами. Захист прав може здійснюватись, як професійна діяльність, так і відстоювання власних прав та свобод або інших людей. В результаті своєї діяльності вони іноді можуть бути предметом репресій та нападів різного роду таких як: стеження, домагання, неправдиві звинувачення, самовільне затримання, обмеження права на свободу об'єднань та фізичні напади.

## Декларація про правозахисників
Декларація Організації Об'єднаних Націй про право та обов'язок окремих осіб, груп та органів суспільства заохочувати та захищати загальноприйняті Права Людини та основні свободи (A / RES / 53/144) від 9 грудня 1998 р. Широко відома як Декларація про правозахисників, є історичним досягненням у боротьбі за найкращий захист тих, хто ризикує здійснювати законну правозахисну діяльність, і є першим документом ООН, який визнає важливість і легітимність роботи правозахисників, а також право та відповідальність усіх захищати права людини.
Декларація кодифікує міжнародні стандарти, які захищають діяльність правозахисників у всьому світі. У ній визнається легітимність правозахисної діяльності та необхідність захисту цієї діяльності та тих, хто її здійснює. Згідно з Декларацією, правозахисником є кожен, хто працює одноосібно, як частина групи чи установи, що працює на сприяння та захист прав людини. Це широке визначення охоплює як професійних, так і непрофесійних правозахисників, волонтерів, журналістів, адвокатів та всіх, хто здійснює правозахисну діяльність.
Декларація формує наявні права таким чином, що полегшує їх застосування. У ній зазначаються права, що містяться в основних документах з прав людини, включаючи право на вільне вираження поглядів, право на мирні зібрання, які застосовуються до правозахисників.
Права, захищені Декларацією, включають, серед іншого, право розробляти та обговорювати нові ідеї щодо прав людини та відстоювати їх прийняття; право критикувати державні органи влади та місцевого самоврядування та вносити пропозиції щодо поліпшення їх функціонування; право на надання правової допомоги чи інших порад та допомоги у захисті прав людини; право дотримуватися справедливого судового розгляду; право на безперешкодний доступ до неурядових та міжурядових організацій та спілкування з ними; право доступу до ресурсів з метою захисту прав людини, включаючи отримання коштів з-за кордону.
Держави несуть відповідальність за виконання та дотримання всіх положень Декларації. Зокрема, держави зобов'язані захищати правозахисників від будь-якого насильства, помсти та залякування як наслідку їх правозахисної діяльності.

## Інструменти захисту
Після прийняття Декларації про правозахисників у 1998 р. Було здійснено ряд ініціатив, як на міжнародному, так і на регіональному рівні, щодо підвищення захисту захисників та сприяння здійсненню Декларації. У цьому контексті були встановлені наступні механізми та керівні принципи:
- Мандат Спеціального доповідача ООН з питань правозахисників (2000)
- Мандат Спеціального доповідача Африканської комісії з прав людини та народів щодо правозахисників (2004)
- Відділ правозахисників Міжамериканської комісії з прав людини (2001)
- Керівні принципи Європейського Союзу щодо правозахисників (2004)
- Декларація Комітету міністрів про дії Ради Європи щодо вдосконалення захисту правозахисників та сприяння їх діяльності (2008)
- Механізм правозахисників Європейського Союзу, який впроваджується організаціями громадянського суспільства[4](2015)

У 2008 році Обсерваторія захисту правозахисників, спільна програма Міжнародної федерації прав людини (FIDH) та Всесвітньої організації проти катувань (OMCT), виступила з ініціативою зібрати всі інститути правозахисту — організації (створені в рамках ООН, Африканської комісії з прав людини і народів, Міжамериканської комісії з прав людини, Ради Європи, Організації з безпеки та співробітництва в Європі, Європейського Союзу), щоб знайти шляхи для посилення координації та взаємодоповнення між собою та з неурядовими організаціями.
У 2010 році було створено єдиний вебсайт механізмів, який збирав всю відповідну публічну інформацію про діяльність різних захисників прав людини.
У 2016 році Міжнародна служба з прав людини опублікувала «Загальний національний закон про визнання та захист правозахисників». Цей документ надає авторитетні вказівки державам щодо того, як виконувати Декларацію ООН про правозахисників на національному рівні. Він був розроблений у співпраці з сотнями правозахисниками та схвалений провідними експертами з прав людини та юристами.
Кілька країн запровадили національне законодавство або політику захисту правозахисників, включаючи Колумбію, Бразилію, Мексику та Гватемалу; однак ключові проблеми в імплементації цих настанов залишаються і сьогодні.
У 2017 році адвокат з прав людини Еміль Курбедінов, кримський татарин, став лауреатом премії Front Line Defenders (2017). Курбедінов є завзятим захисником, борців громадянського суспільства, які виступають проти жорстокого поводження з кримськими татарами та представниками засобів масової інформації. Він документує порушення прав людини під час обшуків у місцях проживання активістів, а також реагування на надзвичайні ситуації. У січні 2017 року Кримський центр протидії екстремізму заарештував та затримав адвоката. Його доставили до місцевого закладу Федеральної служби безпеки Росії для допиту. Районний трибунал постановив, що Курбедінов винен у пропаганді терористичних груп та організацій. Він був засуджений до 10 років позбавлення волі.
У тому ж році жінки-активістки, які були вбиті через адвокацію своїх прав та свобод й діяльність у захисті прав людини, були вшановані під час Міжнародного дня захисників прав жінок. Вбиті критикували корупцію та інші форми несправедливості, захищали свої землі від урядів та транснаціональних корпорацій та підтримували права ЛГБТК+ спільноти.
Дослідження, проведене Ресурсним центром бізнесу та прав людини, зафіксувало 34-відсоткове збільшення кількості атак на правозахисників у 2017 році. Дані включають 120 підозр у вбивствах та сотні інцидентів, які передбачали напад, знущання та погрози.
У 2017 році було здійснено 388 атак на громадських активістів, в порівнянні з 290 атаками у 2016 році. Це ж дослідження визначило правозахисників, пов'язаних з агробізнесом, гірничодобувною промисловістю та відновлюваною енергетикою, як такі, що знаходяться в найбільшій небезпеці. Юристи та члени природоохоронних груп також зазнали ризику.

## Нагороди для правозахисників
- Премія ООН у галузі прав людини (1998)
- Нагорода Мартіна Енналса, співпраця кількох правозахисних громадських організацій. Мартін Енналс був відомим правозахисником та генеральним секретарем Amnesty International. Секретаріат нагороди знаходиться в офісі Організації проти тортур в Женеві.[14] Нагорода передбачає грант щонайменше у 20 000 швейцарських франків (близько 20 000 доларів США), який буде використаний для подальшої роботи в галузі прав людини.
- Премія Роберта Ф. Кеннеді з прав людини, заснована (1984)
- Премія Сахарова, заснована в 1998 році Європейським парламентом. Серед лауреатів: Нельсон Мандела, Малала Юсафзай, Матері з Пласа-де-Майо, Раїф Бадаві.
- Правозахисна нагорода «Тюльпан», заснована урядом Нідерландів (2008).
- Кілька правозахисників отримали Нобелівську премію миру, наприклад, ув'язнений китайський правозахисник Лю Сяобо, який у 2010 році став лауреатом Нобелівської премії миру за «тривалу і ненасильницьку боротьбу за основні права людини в Китаї».
- Нагорода Front Line Defenders, заснована у 2005 році для "вшанування праці правозахисника, який своєю ненасильницькою роботою мужньо робить видатний внесок у просування та захист прав людини інших.[15]
- Нагорода Гінетти Саган для жінок-правозахисниць, заснована у 1997 році, «щоб допомогти жінкам у всьому світі в боротьбі за подолання гніту, щоб дати їм зрозуміти, що вони не самотні». Серед нагороджених — Хіна Джилані, Соня П'єр, Лідія Качо, Жульєн Лусенж.

## Транснаціональні адвокаційні мережі
Маргарет Е. Кек та Кетрін Сіккінк у «Активістах без кордонів» визначають транснаціональні адвокаційні мережі як «… мережі активістів, які в основному відрізняються центральністю принципових ідей або цінностей у мотивації їх формування». Це визначення можна побачити в багатьох правозахисних організацій.
Кек і Сіккінк пишуть із контексту до загальної доступності інформаційних технологій, і на даний момент головними дійовими особами є держави.
Шаблон бумеранга, аргументований Кеком та Сіккінком, є моделлю адвокації, коли держава А спричиняє «блокування», не захищаючи та не порушуючи права. Недержавні суб'єкти надають іншим недержавним акторам із держави Б інформацію про блокування, а ті недержавні суб'єкти інформують державу Б. Держава В чинить тиск на державу А та/або міжурядові організації чинять тиск на державу А з метою зміни політики.
Для сприяння транснаціональним адвокаційним мережам мережа повинна мати спільні цінності та принципи, доступ до інформації та мати можливість ефективно використовувати цю інформацію, вірити, що їх зусилля спричинять зміни та ефективно формують їхні цінності. Використання інформації є історично дуже важливим для правозахисних організацій. Методологія прав людини вважається «сприянням змінам шляхом просування фактів». Використовуючи факти, державні та недержавні суб'єкти можуть використовувати цю життєздатну інформацію для тиску на порушників прав людини.
Мережі захисту прав людини зосереджуються на країнах або питаннях, орієнтуючись на певну аудиторію, щоб отримати підтримку. Щоб заручитися підтримкою аудиторії, правозахисним організаціям потрібно розвивати стосунки за допомогою мереж, мати доступ до ресурсів та підтримувати інституційну структуру.
Активісти зазвичай використовують чотири тактики у своїх адвокатських заходах:
1. Інформаційна політика надає вичерпну та корисну інформацію з проблеми, яка інакше не могла б бути почута з джерел, які інакше можна було б пропустити;
2. Символічна політика використовує потужні символічні події як спосіб підвищення обізнаності щодо проблеми;
3. Політика левериджу використовує матеріальні важелі (такі приклади, як товари, гроші чи голоси), моральні важелі («мобілізація сорому») або те й інше для того, щоб отримати вплив на більш могутніх суб'єктів;
4. Політика підзвітності притягує до відповідальності тих, хто бере на себе зобов'язання щодо справи, або за їх відсутність.[16]

## Інформаційні технології та мережева адвокація
Широка доступність Інтернету, мобільних телефонів та суміжних комунікаційних технологій, що дозволяє користувачам подолати трансакційні витрати на колективні дії, змінила попередні моделі адвокації.
Завдяки інформаційним технологіям та їх здатності надавати велику кількість інформації, витрати на формування груп менші або відсутні. Правозахисним організаціям набагато простіше відстежувати порушників прав людини та використовувати інформацію для захисту тих, хто цього потребує.
Один із наслідків полягає в тому, що урядам важче блокувати інформацію, яку вони хочуть сховати від своїх громадян. Розвиток технологій робить практично неможливим скривання інформації від людей по всьому світу, що полегшує правозахисним організаціям контроль і забезпечення захисту прав.
Крім того, той факт, що Інтернет забезпечує платформу для легкого формування груп, використання інституційної організації не є важливим. За допомогою вебсайтів та блогів у соціальних мережах будь-яка людина може продовжити колективні дії за допомогою відповідних інструментів та аудиторії. Потреба в ієрархії зменшується із великою кількістю доступної інформації.

## Електронне картографування
Електронне картографування — це новий інструмент, що використовує електронні мережі та супутникові знімки та відстеження. Прикладами є тактичне картографування, кризове картографування та географічне картографування. Тактичне картографування в основному використовувалося для відстеження порушень прав людини шляхом забезпечення візуалізації відстеження та моніторингу.